# Thomas Bampfield
Thomas Bampfield, né vers 1623 et mort le 8 octobre 1693, est un avocat et homme politique anglais, parlementaire durant le Protectorat républicain.

## Biographie
Étudiant au collège d'Exeter de l'université d'Oxford, il étudie ensuite le droit au Middle Temple et est appelé au barreau en 1649. En 1653 il est juge de paix pour le Devon. En 1654 il devient juge (recorder) d'Exeter, fonction qu'il occupera jusqu'en 1660. C'est également en 1654 qu'il entre en politique, étant élu député d'Exeter au premier parlement du Protectorat. Il siège pour cette même ville aux deux autres parlements du Protectorat : ceux de 1656 et de 1659. À la mort de Chaloner Chute, le président de la Chambre des communes, le 14 avril 1659, il est choisi pour lui succéder. « À un âge exceptionnellement jeune » (environ 36 ans), il exerce la présidence avec efficacité, « esprit et savoir », mais durant quelques jours uniquement : Espérant rétablir une dictature militaire sans parlement (comme cela avait été le cas en 1653), les militaires Charles Fleetwood et John Desborough contraignent le Lord Protecteur (chef d'État) Richard Cromwell à dissoudre le Parlement le 22 avril. 
Le Protectorat prend fin en mai avec la démission de Richard Cromwell, et le retour au Commonwealth d'Angleterre (une république sans chef d'État). Le « Parlement croupion » dissous en 1653 est rétabli. Thomas Bampfield n'en est pas membre, mais en tant que président du parlement sortant il présente à son successeur, William Lenthall, une pétition pour que les membres exclus par la purge de Pride de 1648 soient autorisés à nouveau à siéger. De nouvelles élections législatives ont lieu en mars 1660, et produisent le « parlement de convention » ; Thomas Bampfield y représente une nouvelle fois la ville d'Exeter. D'inclinaison républicaine, il est « l'un des députés d'opposition les plus actifs » dans cette assemblée à majorité royaliste. Il est membre du comité parlementaire qui étudie la proposition de loi d'amnistie pour les participants à la guerre civile et au régime républicain. Il s'oppose à ce que les personnes souhaitant bénéficier d'amnistie doivent prêter serment d'allégeance reconnaissant la suprématie du roi en matière religieuse. Le parlement vote la restauration de la monarchie, et reconnaît Charles II comme roi. 
Thomas Bampfield ne se présente pas aux élections de 1661. Il demeure juge de paix pour le Devon jusqu'en 1665. Il est candidat loyaliste (c'est-à-dire favorable au gouvernement du roi Jacques II) dans la circonscription de Tiverton aux élections législatives prévues pour la fin de l'année 1688, mais celles-ci sont annulées par la « Glorieuse Révolution » qui contraint le roi à l'exil. En juin 1689 il est brièvement candidat à une élection partielle pour le siège d'Exeter à la Chambre des communes, mais se désiste en faveur du candidat whig (malheureux) Hugh Speke. Il meurt en 1693 et est inhumé à l'église de St Stephen's à Exeter. 